# Rudbjergs kommun
Rudbjergs kommun var en kommun i Storstrøms amt i Danmark.
1 januari 2007 gick Rudbjergs kommun upp i Lollands kommun.